# Знаменка (Вознесенский район)
Знаменка — деревня в Вознесенском районе Нижегородской области России. Входит в состав Благодатовского сельсовета.

## Географическое положение
Село Знаменка находится в 17 км от райцентра — рабочий посёлок Вознесенское.

## Население
| 1999 | 2002 | 2010 |
| ---- | ---- | ---- |
| 7    | ↘5   | ↘1   |